# Związek Górników Amerykańskich
Związek Górników Amerykańskich (ang. United Mine Workers of America) – amerykański związek zawodowy powstały w 1890 roku.
Związek zrzesza osoby w Stanach Zjednoczonych i Kanadzie związane z górnictwem: górników, techników przerobu węgla, kierowców, rzemieślników, a także pracowników ochrony zdrowia i socjalnych.